# Peterskirche (Lienzingen)

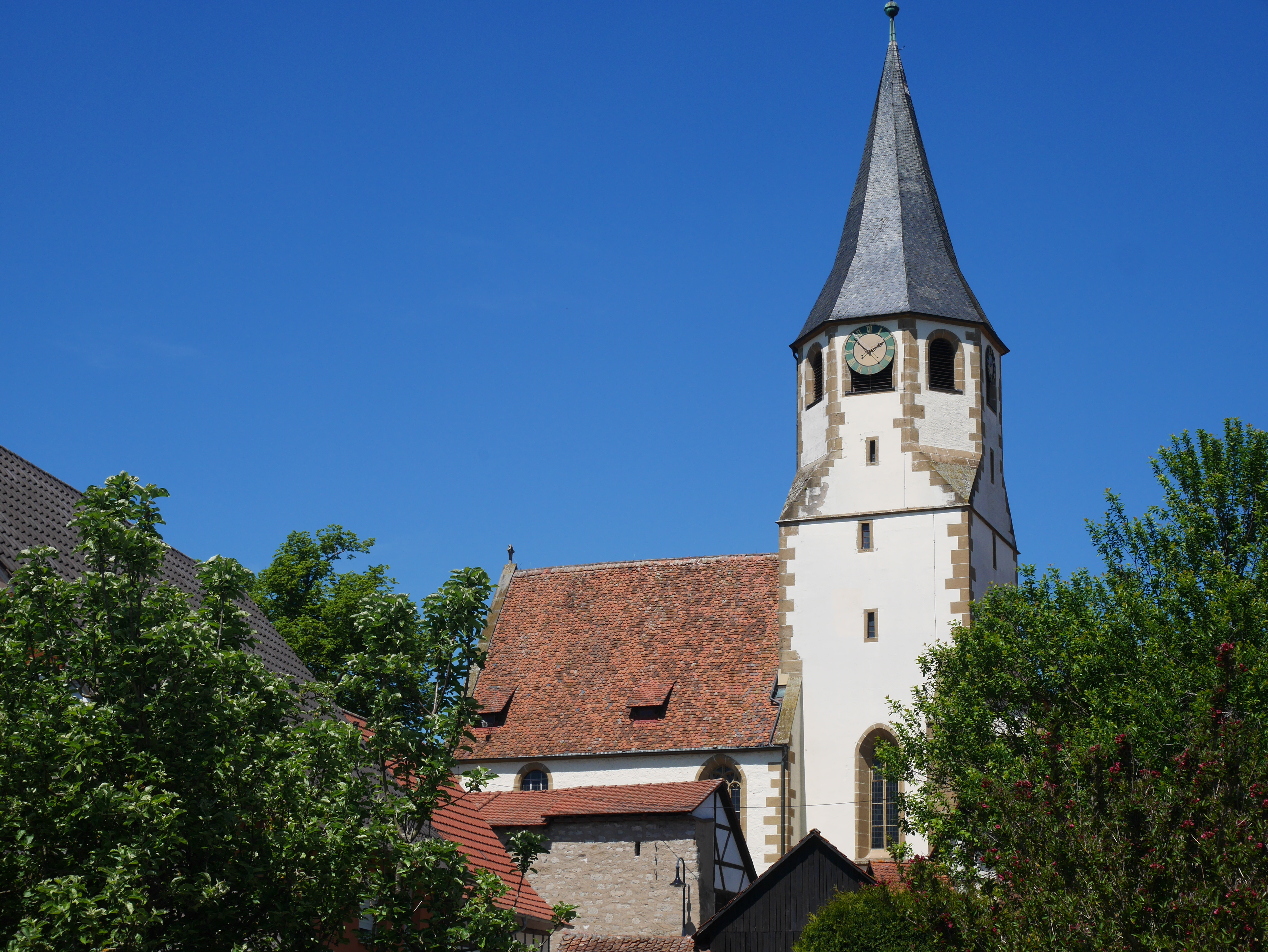
Peterskirche in Lienzingen

Die evangelische Peterskirche steht in Lienzingen, einem Stadtteil von Mühlacker im Enzkreis in Baden-Württemberg. Das Bauwerk ist beim Landesamt für Denkmalpflege Baden-Württemberg als Baudenkmal eingetragen. Die Kirchengemeinde gehört zum Kirchenbezirk Mühlacker der Evangelischen Landeskirche in Württemberg.

## Beschreibung
Innerhalb einer Kirchenburg steht die Saalkirche, eine ehemalige Wehrkirche. Sie besteht aus dem Langhaus und dem Chorturm auf quadratischem Grundriss im Osten, dessen achteckiges Obergeschoss die Turmuhr und den Glockenstuhl für zwei Kirchenglocken enthält. Darauf sitzt ein achtseitiges, spitzes, schiefergedecktes Zeltdach.
Die Orgel wurde 1962 von E. F. Walcker & Cie. gebaut.